# Кальтенбах (Австрія)
Кальтенбах (нім. Kaltenbach) — громада округу Швац у землі Тіроль, Австрія.
Кальтенбах лежить на висоті 558 м над рівнем моря і займає площу 12,13 км². Громада налічує 1229 мешканців.
Густота населення 101/км².
Кальтенбах знаходиться на лівому боці долини Ціллерталь. Громада складається з головного селища й розсіяних схилами гір хуторів.
|                                     |
| Кальтенбах на мапі округу та землі. |

 Адреса управління громади: Kaltenbach 62, 6272 Kaltenbach (Zillertal).

## Галерея

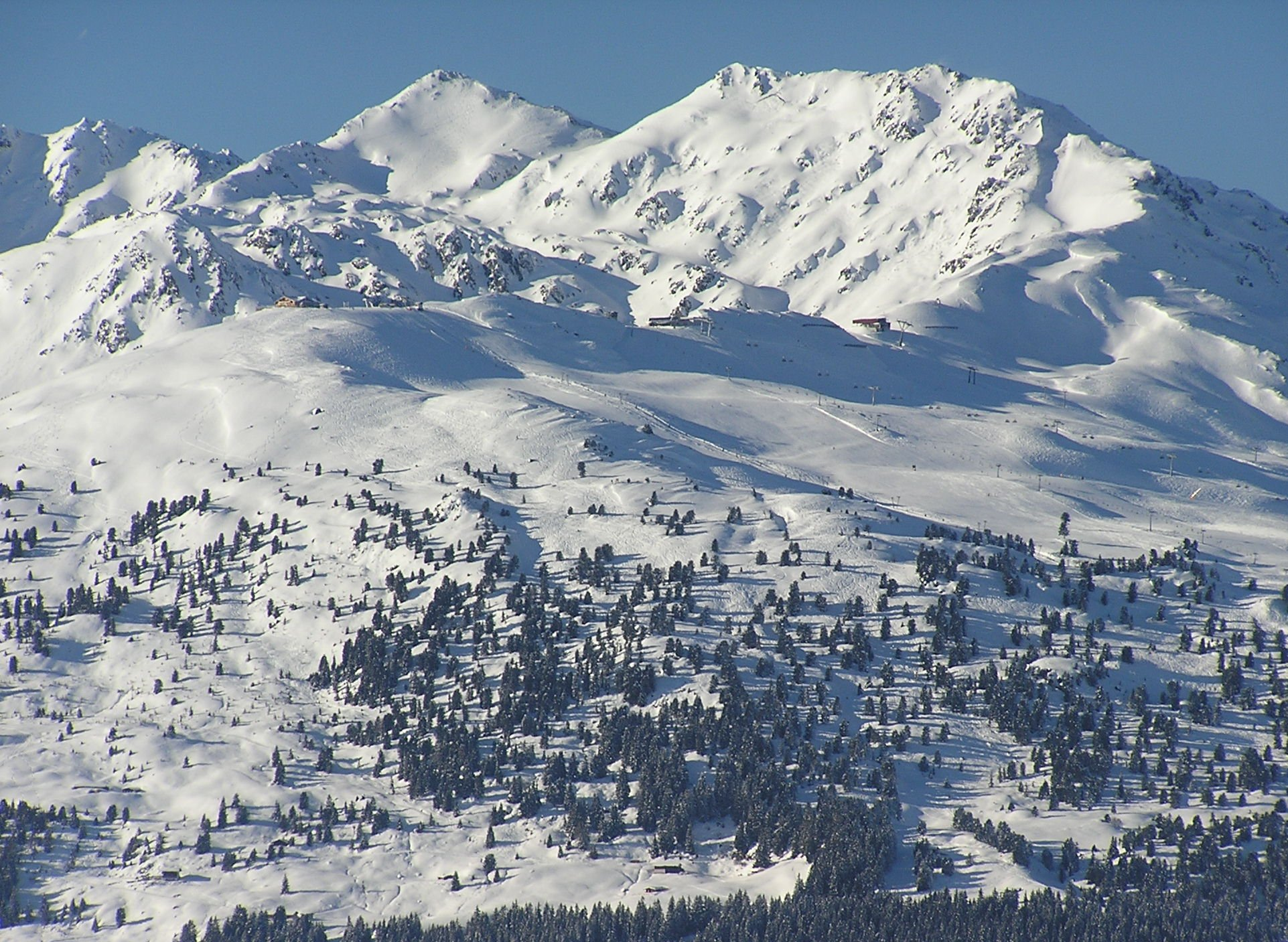
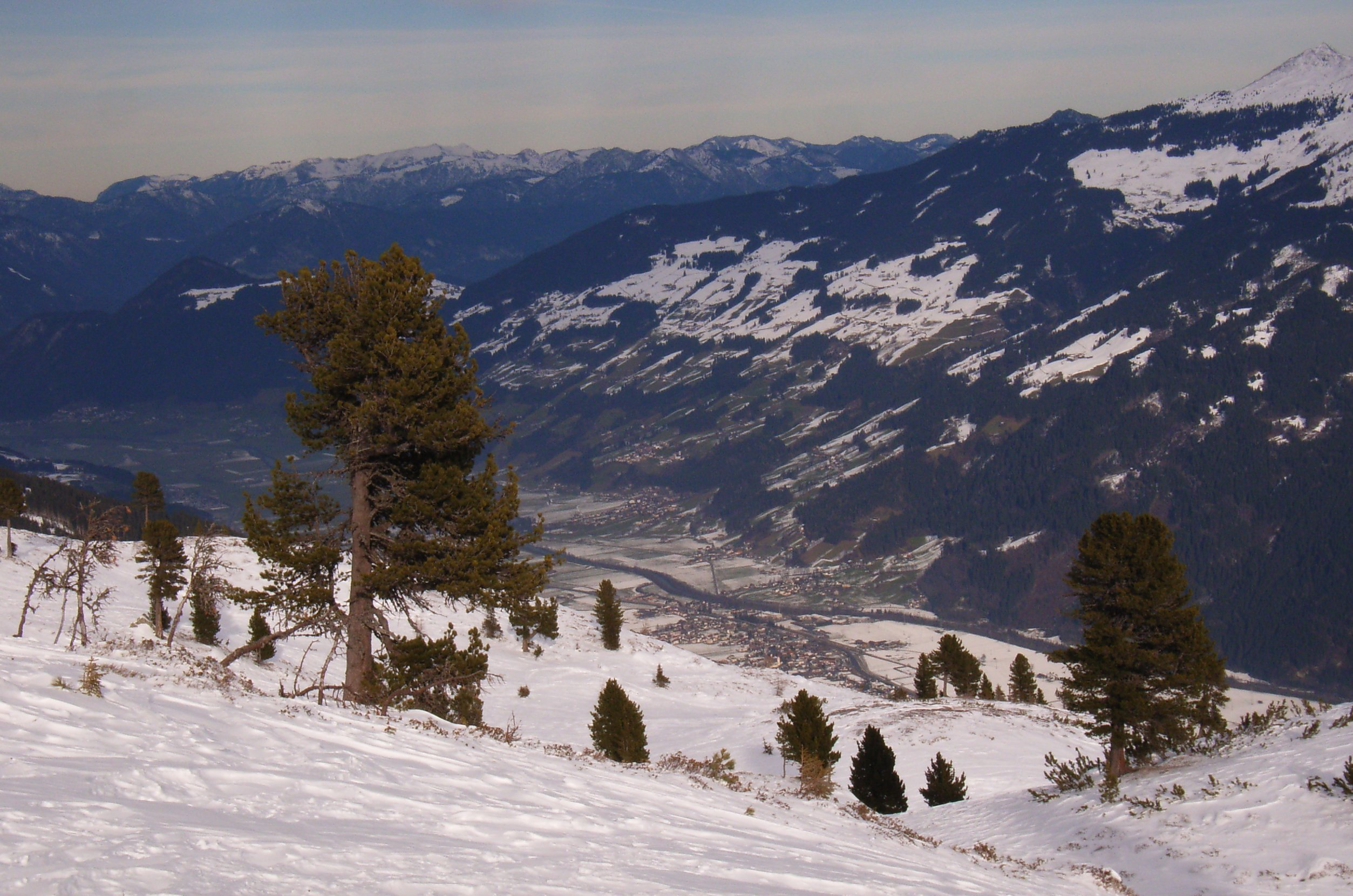